# 1150 en santé et médecine
| Années de la santé et de la médecine : 1147 - 1148 - 1149 - 1150 - 1151 - 1152 - 1153    |
| Décennies de la santé et de la médecine : 1120 - 1130 - 1140 - 1150 - 1160 - 1170 - 1180 |

Cet article présente les faits marquants de l'année 1150 en santé et médecine.

## Fondations
- Année possible de la fondation de la léproserie Saint-Rémi à Saint-Jacques-d'Aliermont, au diocèse de Rouen, en Normandie[1].
- Fondation de l'hôpital St. Margaret à Gloucester en Angleterre, établissement qui sera converti plus tard en maisons d'aumône[2].
- À Auffay, en Normandie, « il est fait mention d'un hôpital pour les indigents[3] ».
- Vers 1150 : fondation de la léproserie Saint-Clair et Saint-Blaise de Lisieux en Normandie[1].
- 1150-1152 : Saint-Gilbert fait adjoindre un hôpital et une léproserie à l'abbaye qu'il est en train de fonder à Neuffontaines en Bourbonnais[4].
- 1150-1153[5] (1151[6]) : Pierre Ier, vicomte de Béarn, fonde à Ordios, entre Bordeaux et Ostabat, sur le chemin de Saint-Jacques, un hôpital de pèlerins  qui fonctionnera encore en 1739.

## Événements
- Vers 1150 : l'héritier de Penthièvre meurt lépreux à Lamballe sans avoir été interné[7].
- Vers 1150-1155 : naissance d'Alpais de Cudot (morte en 1211), mystique chrétienne, canonisée et considérée par l'Église catholique comme miraculeusement guérie de la lèpre[8],[9].

## Personnalité
- 1128-1150 : fl. Mauger, médecin à Bourbourg, en Flandre[10].

## Naissances
- Samuel ibn Tibbon (mort en 1230), médecin et philosophe juif provençal, surtout connu comme traducteur du Guide des égarés de  Maïmonide[11].
- Entre 1145 et 1150 : Rigord (mort entre 1207 et 1209), moine de Saint-Denis, médecin et historien[10].

## Décès
- Obizon (né à une date inconnue), médecin du roi de France Louis VI le Gros[12].